# Club Deportivo Jaguares Jalisco
El Club Deportivo Jaguares Jalisco es un equipo de fútbol de la ciudad de Zapopan en el estado de Jalisco, que participa en la Liga de Balompié Mexicano en la máxima categoría.

## Historia
En febrero de 2020 formó parte de la primera reunión de representantes de equipos de la LBM, los cuales buscaban un registro para la temporada inaugural. El equipo nace oficialmente el 27 de marzo de 2020 como la tercera franquicia fundadoras de la nueva Liga de Balompié Mexicano. El 28 de abril se anunció a Iván Miranda Serafin como director deportivo del equipo. Al día siguiente se hizo oficial la llegada de Juan Pablo García como director técnico y una semana después anunciaron a Antonio Pérez como entrenador de porteros de la institución. Durante el mes de junio se anunció a los primeros refuerzos entre los cuales estaban incluidos jugadores como Christian Valdez, Saúl Villalobos y Christian Sánchez. El 4 de julio disputó el primer partido en su historia al enfrentarse a un seleccionado de jugadores de Ameca, equipo dirigido por Sergio Alejandro García, en un partido amistoso, el resultado final fue de 1-3 a favor de Jaguares, los goles fueron obra de Christian Sánchez, Daniel Hernández y Mauricio Hernández.

## Estadio
En junio de 2020 se anunció como sede inicial para los partidos de local del equipo el Estadio Tres de Marzo, el cual compartió con Halcones de Zapopan y Atlético Jalisco.
Posteriormente, en noviembre de 2020 la directiva decidió sacar al equipo de la Zona Metropolitana de Guadalajara, aduciendo que se trata de un club que representa a todo el estado de Jalisco, por este motivo se eligió el Centro Deportivo y Cultural 24 de Marzo de Tala como su nueva sede. El recinto tiene una capacidad para albergar a 2,000 espectadores y fue inaugurado el 5 de julio de 2015.

## Indumentaria
El 24 de septiembre de 2020 se dio a conocer la indumentaria del club durante la presentación de los uniformes de los equipos participantes en la LBM. El uniforme local consiste de una camiseta blanca con el dibujo de un jaguar en gris y vivos dorados, el pantalón y las medias son blancas. La equipación visitante es una camiseta negra con la figura de un jaguar en gris, mientras que los vivos simulan la piel del mismo animal, en este caso el pantalón y las medias son negros.